# Мері Стоупс
Мері Шарлотта Кармайкл Стоупс (англ. Marie Charlotte Carmichael Stopes; 1880—1958) — британська письменниця, вчена-палеоботанікиня, євгенікиня, активістка за права жінок та суфражистка.
Стоупс заснувала першу у Великій Британії контрацептивну клініку, яка стала міжнародною організацією її імені, що діє досі. Була редакторкою бюлетню «Birth Control News» («Новини контрацепції»), у якому давалися докладні і відверті практичні поради. Її посібник із сексу «Любов у шлюбі» (Married Love) був сприйнятий неоднозначно, але справив величезний вплив на суспільство завдяки висловленим там ідеям (наприклад, обговорення ідеї контрацепції з медичної точки зору, а не з моральної; статевий потяг жінок збігається з овуляцією; у шлюбі повинне бути рівноправне партнерство). Стоупс виступала проти абортів, стверджуючи, що концепція запобігання — це все, що необхідно для запобігання небажаній вагітності.
Відома також як вчена-ботанікиня. Займалася палеоботанікою і зробила значний внесок у систематизацію флори кам'яновугільного періоду. Була першою жінкою-викладачкою Манчестерського університету.

## Ранні роки
Народилася в Единбурзі. Її батько, Генрі Стоупс, родом із Колчестера, був пивоваром, інженером, архітектором і палеонтологом. Її мати, Шарлотта Кармайкл Стоупс, родом з Единбурга, була шекспірознавицею і суфражисткою. Коли Мері було 6 тижнів, сім'я покинула Шотландію; ненадовго затримавшись у Колчестері, вони потім переїхали в канадське місто Лондон. Її батьки були членами Британської наукової асоціації, де і познайомилися. Вони брали Мері з собою на засідання, де вона бачила знаменитих учених того часу. Спочатку її навчали вдома, але у 1892—1894 роках Мері навчалася в Школі Святого Георгія для дівчаток в Единбурзі. Пізніше її перевели в Академічну Школу Північного Лондона, де вона подружилася з Ольгою Фребе-Каптейн.
Стоупс стала студенткою-стипендіаткою Університетського коледжу Лондона, де вивчала ботаніку і геологію. В 1902 році здобула ступінь бакалавра наук (B.Sc.). Потім ступінь доктора філософії (PhD) в Університетському коледжі Лондона, ставши наймолодшою з докторів філософії Великої Британії. У 1903 році опублікувала роботу з ботаніки нещодавно висохлої річки Еббсфліт. Після проведеного дослідження рослин кам'яновугільного періоду в Університетському коледжі Лондона Стоупс продовжила навчання в Мюнхенському університеті Людвіга-Максиміліана, де у 1904 році здобула ступінь докторки філософії з палеоботаніки. Вона була також асоційованою членкинею і викладачкою палеоботаніки в Університетському коледжі Лондона і Манчестерському університеті, ставши першою жінкою-викладачкою в цьому університеті. Пробула на цій посаді з 1904 по 1907 роки.

## Наукові дослідження
Під час перебування в Манчестері Стоупс вивчала вугілля і викопні насінні папороті. Метою була спроба довести теорію Едуарда Зюсс про існування древніх суперконтинентів Гондвани або Пангеї. Випадкова зустріч із полярним дослідником Робертом Скоттом під час однієї з його лекцій зі збору коштів в 1904 році надала можливість довести теорію Зюсса. Її величезне бажання довести теорію Зюсса привели Стоупс до ідеї стати членкинею наступної експедиції до Антарктиди. Вона не змогла це зробити, але Скотт пообіцяв привезти їй зразки скам'янілостей, які могли б служити доказами теорії. Скотт помер під час експедиції Терра Нова у 1912 році, але скам'янілості з хребта Королеви Мод, що знайдені пізніше біля тіл Скотта і його компаньйонів, забезпечили ці докази.
У 1907 році Стоупс поїхала до Японії з науковою місією. Вона провела 18 місяців у Токійському університеті і досліджувала вугільні шахти на острові Хоккайдо на предмет наявності скам'янілих рослин. У 1910 році опублікувала враження про життя в Японії під назвою «Японський щоденник: щоденні записи про життя з точки зору вченого» (англ. Journal from Japan: a daily record of life as seen by a scientist).
У 1910 році геологічна служба Канади доручила Стоупс визначити вік геологічної структури «Fern Ledges» в місті Сент-Джон (Нью-Брансвік). Ця структура є частиною ранньої пенсільванської епохи формації Ланкастер. Стоупс прибула до Північної Америки в переддень Різдва. У Сент-Луїсі, штат Міссурі, 29 грудня вона зустріла канадського дослідника Реджинальда Гейтса і через два заручилася з ним. У лютому 1911 року вона почала ретельно працювати над «Fern Ledges», провела польові геологічні дослідження і вивчила геологічні колекції в музеях, відправила зразки в Англію для подальшого вивчення. Одружился в березні, і 1 квітня того ж року повернулися в Англію, де Стоупс продовжила дослідження. У середині 1912 року представила результати, виявлені в ході вивчення пенсильванського (пізнього кам'яновугільного) періоду.
Уряд Канади опублікував її результати в 1914 році. У цьому ж році Стоупс розлучилася.
Під час Першої світової війни Стоупс займалася вивченням вугілля за завданням уряду Великої Британії. У 1917 році за результатами проведеного дослідження спільно з Р. В. Віллером (англ. R.V. Wheeler) було написано працю «Монографія про будову вугілля». Успіх роботи Стоупс у галузі, що стосується питань шлюбу і контрацепції, змусили її зменшити наукову діяльність; її остання наукова публікація була зроблена у 1935 році. Згідно з В. Г. Чалонером (англ. WG Chaloner): «Між 1903 і 1935 роками вона опублікувала серію палеоботанічних робіт, які дозволили помістити її в першу п'ятірку провідних палеоботаніків Великої Британії того часу»[джерело?]. Стоупс зробила значний внесок у вивчення ранніх покритонасінних, формуванні вугільних куль і природи мацерала вугілля. Схема класифікації і термінологія, які вона розробила і запропонувала, використовуються досі. Стоупс також написала науково-популярну книгу з палеоботаніки, «Стародавні рослини» (1910, Лондон), що було однією з перших спроб пояснити цей предмет на доступному рівні для непідготовленої авдиторії.

## «Кохання у шлюбі»

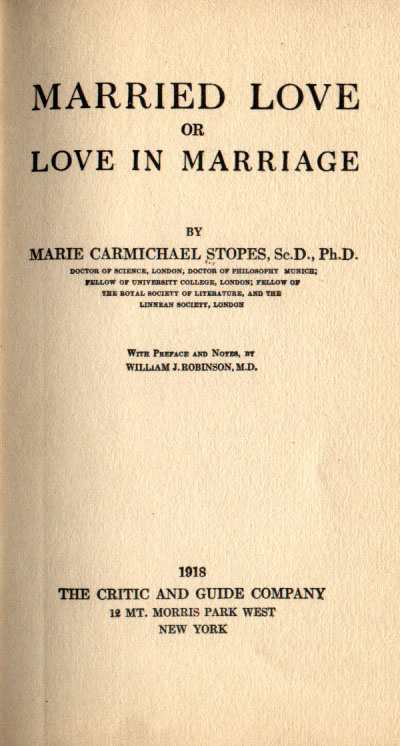
Обкладинка бестселера Мері Стоупс «Кохання у заміжжі».

На початку процесу розлучення у 1913 році Стоупс взялася за книгу про свої погляди на шлюб. У липні 1913 року познайомилася з Маргарет Сенгер, яка напередодні на зустрічі у Фабіанському товаристві прочитала лекцію про контроль над народжуваністю. Стоупс показала їй свою працю і попросила поради у розділі, що стосується контрацепції. Книга була закінчена в 1913 році. Стоупс запропонувала її видавництву «Блекі і Син», але отримала відмову. Кілька інших видавництв їй також відмовили через спірність твору. Коли Бінні Данлоп (англ. Binnie Dunlop), секретар мальтузіанської ліги, познайомив її з філантропом Гамфрі Вердон Роу, який цікавився питанням контролю над народжуваністю і оплатив видання книги Стоупс. Книга стала бестселером (було п'ять перевидань тільки в перший рік публікації).
«Кохання у шлюбі» було видане 26 березня 1918 року; того ж дня Стоупс відвідала Роу, який недавно повернувся з Першої світової війни зі зламаним коліном у результаті падіння його літака. Менш ніж через два місяці вони одружилися, і у Стоупс з'явилася перша можливість здійснити на практиці те, про що вона говорила в своїй книзі. Успіх книги «Кохання в заміжжі» заохотив Стоупс продовжити літературну діяльність. Уже написаний посібник із контролю над народжуваністю «Мудре батьківство і материнство: книга для одружених людей» був виданий цього ж року. Багато читачів зверталися до Стоупс за персональними порадами, які вона завжди намагалася давати — часом вона отримувала до 1000 листів у тиждень, а в Британській бібліотеці збереглося понад 10 тисяч листів їй адресованих.
У наступному році Стоупс опублікувала «Лист працюючим матерям, як мати здорових дітей і уникнути ускладнень під час вагітності», коротку версію книги «Мудре батьківство і материнство», призначену бідним верствам населення. Це був 16-сторінковий буклет для безкоштовного розповсюдження. До цієї роботи Стоупс орієнтувалася тільки на авдиторію середнього класу і приділяла незначну увагу робітничому.
16 липня 1919 року вагітна Стоупс поступила в приватну клініку. Лікарі сперечалися зі Стоупс про позу під час пологів і всупереч бажанням її бажанням не дозволили їй народжувати стоячи на колінах. Дитина народилася мертвою. Лікарі припустили, що це було результатом сифілісу, але подальша медична експертиза показала, що це не так. Стоупс була в люті і сказала, що її дитину убили.

## Нове Євангеліє
У 1920 році, після реабілітації Стоупс повернулася до роботи; вона займалася публічними виступами і відповідала на листи порад щодо шлюбу, сексу і контрацепції. Вона послала місіс Е. Б. Мейн поширювати «Лист працюючим матерям» в нетрі східного Лондона. Мейн обходила приблизно 20 сімей у день і через кілька місяців прийшла до висновку, що робітничий клас не довіряв їй, хоча вона була до них із благими намірами.
Ця невдача змусила Стоупс шукати інший підхід для передачі ідей контрацепції і планування сім'ї бідним верствам населення. У червні повинна була відбутися Конференція англіканських єпископів, незадовго до якої у Стоупс було одкровення. Вона покликала свого секретаря і почала диктувати послання єпископам, яке починалося так: «Панове, я звертаюся до Вас від імені Бога. Ви його священики. Я пророк його. Я говорю Вам про таїнство чоловіків і жінок». У 1922 році Стоупс написала «Нове Євангеліє всім народам». Єпископи не сприйняли її послання; серед рішень, винесених під час конференції, одне було проти «навмисного культивування сексуального шлюбного союзу», а інше — проти «непристойної літератури, театральних постановок і фільмів еротичного характеру, і відкритого або таємного продажу контрацептивів». Реакція Католицької Церкви була ще різкішою, відзначаючи тим самим початок конфлікту, який тривав до кінця життя Стоупс.

## Сімейне планування

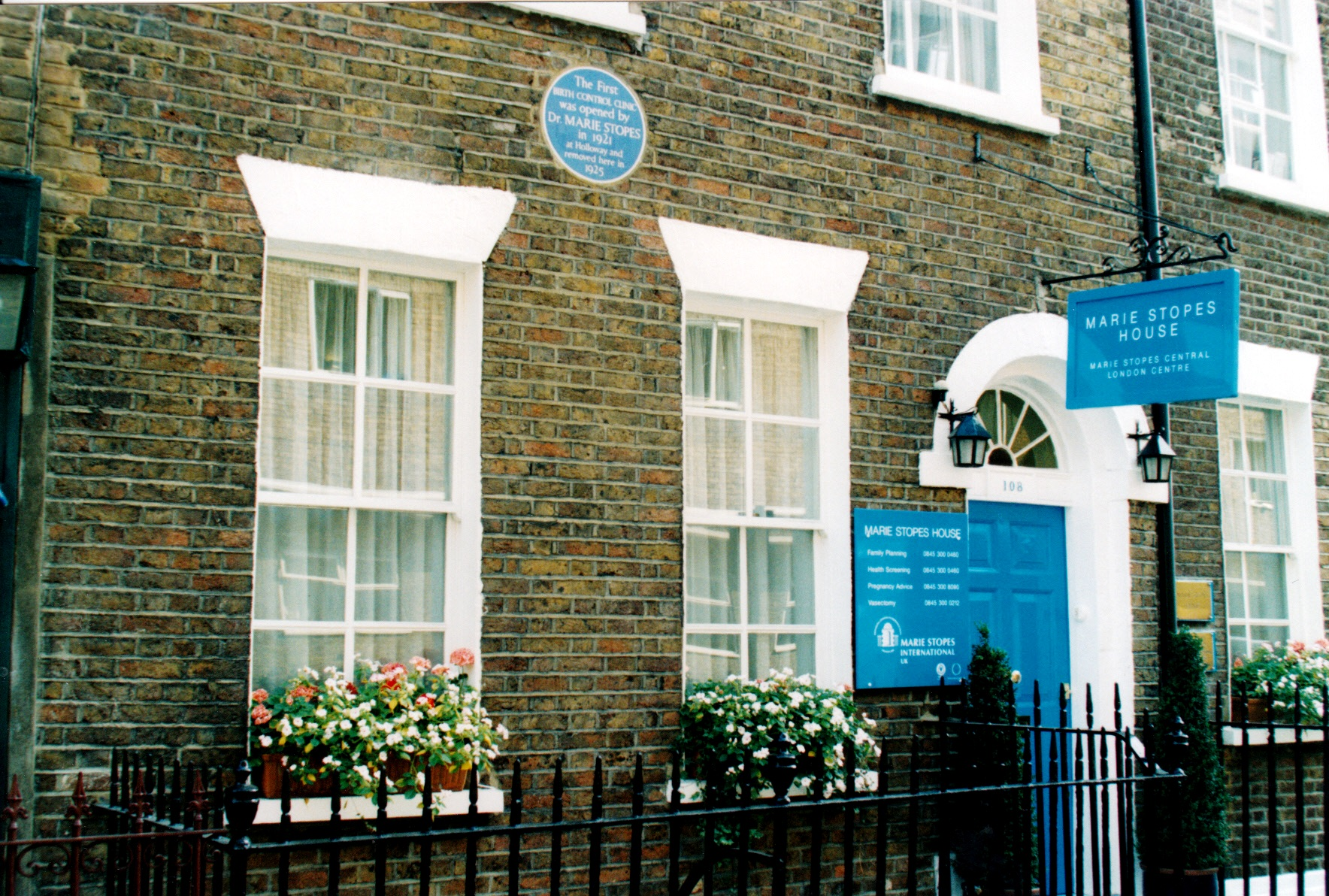
Будинок Мері Стоупс на Вітфілд-стріт, який був першою контрацептивною клінікою у Великій Британії, після переїзду з Голловей у 1925 році

У 1917 році, до зустрічі зі Стоупс, Гамфрі Роу запропонував фінансову підтримку клініці конртацепції при госпіталі Святої Марії в Манчестері. Він запропонував, щоб всі пацієнтки були одружені і щоб не робилося ніяких абортів, але його пропозиція була відхилена. Після шлюбу з Стоупс вони планували відкрити клініку для бідних матерів у Лондоні.
Маргарет Сенгер, інша піонерка ідей контрацепції, відкрила клініку контролю народжуваності в Нью-Йорку, але поліція закрила її. У 1920 році Сенгер запропонувала відкрити клініку в Лондоні; це спонукало Стоупс діяти більш творчо і конструктивно, але її планам не дано було здійснитися. Стоупс залишила викладацьку діяльність в Університетському коледжі Лондона в кінці 1920 року з метою сконцентрувати всі свої сили на клініці; вона заснувала Товариство конструктивної контрацепції і Національного прогресу.
Через три місяці, 17 березня 1921 року, Стоупс і Роу відкрили Клініку для матерів на Мальборо-роуд 61, Голловей, Північний Лондон. Клінікою керували акушерки і підтримували лікарі, які періодично відвідували клініку для огляду пацієнтів; там пропонували матерям поради щодо контрацепції і вчили методів контрацепції, а також роздавали цервікальні ковпачки «Pro-Race», власного бренду Стоупс.
Безкоштовна клініка була відкрита для всіх одружених жінок, які цікавилися питаннями репродуктивного здоров'я. Стоупс була проти абортів, намагаючись знайти альтернативні шляхи для сімейних пар і збільшити знання та поінформованість про методи контрацепції і репродуктивні системи людини. Варіантами були маткові ковпачки, які були найпопулярнішим методом контрацепції, і сперміциди в складі мила та олій. Стоупс заново відкрила метод використання тампонів, просочених оливковою олією, як методу контрацепції. Оливкова олія використовувалося як сперміцидний засіб ще з часів стародавніх греків і римлян. Її рецепт виявився дуже ефективним.
Стоупс зацікавилася контрацептивом під назвою «золота шпилька» (англ. "gold pin"). Повідомлялося, що він успішно застосовувався в Америці. Вона запропонувала Норману Гейру, молодому австралійському лікарю, провести клінічні випробування цього засобу, так як у неї були дві пацієнтки, які хотіли б його випробувати. Проте Гейр, як виявилося, вже випробував цей засіб і вважав його досить небезпечним.
У листопаді 1921 року Гейр став працювати в іншій контрацептивній клініці у Волворті; пізніше суперництво між Стоупс і Гейром вилилося на сторінки медичного журналу «The Lancet». Гейр розповів про історію, пов'язану з «золотою шпилькою», незважаючи на те, що клініка Стоупс ніколи не використовувала цей засіб. Випадок з «золотою шпилькою» також виплив через декілька років, у справі про наклеп Стоупс-Сазерленд.
У 1925 році клініка переїхала в Центральний Лондон, де і знаходиться досі. Поступово Стоупс відкрила мережу невеликих клінік по всій Великій Британії, працюючи для їх. Вона відкрила клініку в Лідсі в квітні 1934 року; в Абердіні у жовтні 1934 року; у Белфасті в жовтні 1936 року; у Кардіффі в жовтні 1937 року; і в Свонсі у січні 1943 року.

### Міжнародна організація Мері Стоупс
Клініки продовжували працювати і після смерті Стоупс, але на початку 1970-х вони зазнавали фінансових труднощів і у 1975 році добровільно перейшли під зовнішнє управління. Міжнародна організація Мері Стоупс була заснована роком пізніше, як громадська організації, що працює в галузі репродуктивного та сексуального здоров'я. Всесвітнє партнерство взяло на себе відповідальність за головну клініку, і в 1978 році вперше за кордоном була відкрита клініка в Нью-Делі, Індія. З цього організація продовжує зростати; на сьогоднішній день організація працює більш ніж у 40 країнах світу, у неї 452 клініки і є офіси в Лондоні, Брюсселі, Мельбурні та США.

### Критика і справа про наклеп
У 1922 році доктор Голлідей Сазерленд написав книгу «Контрацепція: Затвердження християнської доктрини проти нового мальтузіанства». У воєнні роки контрацепція і євгеніка були тісно пов'язані; згідно з Джейн Кері, вони були «настільки переплетені, що були практично синонімами».
Після нападок на «основні помилки мальтузіанського вчення» Сазерленд нападає на Стоупс. Під заголовками «Особливо згубно для бідних» і «Експерименти над бідними» можна прочитати:
|  | Серед лондонських нетрів, жінка, доктор німецької філософії (Мюнхен), відкрила клініку контрацепції, де працюють жінки, навчаються методів контрацепції, що описувані професором Макілроєм як «найшкідливіший метод, з яким я коли-небудь стикався». Потім ми згадуємо про те, що мільйони були витрачені Міністерством Здоров'я і місцевою владою на чисте молоко для нужденних вагітних жінок і матерів-годувальниць, на пологові будинки для захисту і підтримки здорового стану матерів до і після пологів, для надання досвідчених акушерок, а також дитячих центрів соціального забезпечення. Викликає подив, що така жахлива кампанія контрацепції існує без нагляду з боку Міністерства внутрішніх справ. Чарлз Бредлоу був засуджений за менші злочини. |

Натякаючи на «доктора німецької філософії», Сазерленд мав на меті зачепити Стоупс, яка не була доктором медицини, а також прагнув використовувати антинімецькі настрої. Робота Стоупс була прирівняна до роботи Бредлоу, засудженого за непристойності 45 роками раніше, коли він опублікував текст Американського мальтузіанства у Великій Британії, який «виступав і дав повну інформацію про методи контрацепції». Стоупс закликала Сазерленда до публічної дискусії. Сазерленд не реагував, і Стоупс подала позов до суду про наклеп. Засідання розпочалося 21 лютого 1923 року. Суд присяжних був на боці Стоупс. Проте суддя проігнорував загальну тональність рішення суду присяжних і виніс рішення на користь Сазерленда. Стоупс подала апеляцію на оскарження рішення. Апеляційний суд 20 липня скасував попереднє рішення і виніс рішення на користь Стоупс відшкодувати збиток у розмірі £100. У відповідь на це католицька громада мобілізовувалась з метою підтримати католика Сазерленда і подати остаточне оскарження до Палати Лордів 21 листопада 1924 року. Остаточне і незмінне рішення Лордів було на користь Сазерленда. Фінансові витрати Стоупс були значними , але гласність цієї справи і продаж книг частково компенсували її втрати. Цей суд зробив контрацепцію публічною темою і число клієнток клініки подвоїлося.

## Погляд на аборти
Стоупс була категорично проти переривання вагітності; протягом її життя клініки не пропонували подібних послуг. Стоупс вважала, що контрацепція — це єдиний спосіб, який повинні використовувати сім'ї, щоб обмежити число своїх нащадків. Медсестри в клініці Стоупс повинні були підписати заяву не «ділитися будь-якою інформацією або надавати будь-яку допомогу людині, яка свідомо приводить до знищення in utero (з лат. В утробі) плодам зачаття». Коли Стоупс дізналася, що один із її друзів Авро Мангеттен зробив аборт, вона звинуватила його у «вбивстві ненародженої дитини».

## Євгеніка
Згідно з Джун Роуз, Стоупс була «елітарною ідеалісткою, що зацікавлена в створенні суспільства, в якому повинні вижити тільки найкращі і найкрасивіші». Євгеніка була центральним елементом у її баченні контрацепції. Ентузіазм Стоупс по відношенню до євгеніки поділяли багато інтелектуалів того часу, наприклад, Гевлок Елліс, Джон Мейнард Кейнс, Сиріл Берт і Бернард Шоу. Будучи ще дитиною, вона зустріла у Британській наукової асоціації засновника руху євгеніки Френсіса Гальтона.
У 1912 році Стоупс відвідала перший конгрес товариства євгеніки (Eugenics society) та стала його членом у 1921 році. Цього ж року вона заснувала «Товариство конструктивної контрацепції і національного прогресу» з метою «сприяння євгенічного контролю над народжуваністю». Клініка контрацепції була заснована у 1921 році з метою сприяти цілям євгеніки; це призвело до створення, наприклад, так званого цервікального ковпачка «Pro-Race».
У книзі Стоупс «Променисте материнство» вона виступала за «стерилізацію тих, хто повністю непридатні стати батьками». До «непридатних» відносилися «занепалі, розпусні і недоумкуваті». Стоупс використовувала термінологію відповідно до Закону про розумову відсталість 1913 року, який класифікував людей із психічними проблемами та інвалідністю на «ідіотів», «імбецілів», «морально ущербних» і «слабоумних».
У 1920 році Стоупс написала «Контроль за батьківством і материнством», що містить маніфест для прихильників євгеніки, наводячи аргументи на користь «утопії», якої можна досягти за допомогою «очищення раси»:
|  | Ті, хто виросли і відносяться до активного покоління, зрілі і загартовані, з усіма своїми слабкостями і недоліками, не можуть зробити дуже багато чого, хоча вони можуть зробити щось із собою. Вони можуть, зокрема, вивчити умови, при яких вони самі з'явилися на світ, визначити, де знаходяться головні джерела дефекту, і усунути ці джерела дефекту для наступних поколінь, тим самим видалити зайвий тягар навантаження на нашу расу. |

У «Контролі» Стоупс говорить про те, що головними причинами «расової дегенерації» є перенаселеність і венеричні захворювання. Приходить до висновку, що расову свідомість має бути покращено так, щоб «жінки всіх класів повинні були боятися і остерігатися небажаної вагітності», щоб потрапити в обітовану утопію.
Стоупс також провела кампанію з метою знайти підтримку ідей євгеніки серед можновладців. У 1920 році вона послала копію «Променистого материнства» секретарю прем'єр-міністра Ллойду Джорджу і звернула увагу на розділ про євгеніку. У 1922 році вона послала декларацію кандидатам на майбутніх виборах до парламенту з проханням підписати її і отримала 150 відповідей.
У 1935 році Стоупс взяла участь у Міжнародному конгресі в Берліні, присвяченому перенаселенню. Її звинувачували в антисемітизмі частіше, ніж будь-якого іншого піонера руху контрацепції.
Згідно з Рут Голл, Стоупс написала поему, яка виражає її антипатію до пруссаків, католиків і росіян. У серпні 1939 року вона послала копію своєї книги «Пісня любові для юних коханих» Гітлеру, з супровідним листом такого змісту:
|  | Шановний пане Гітлер, Любов це найбільша подія в житті. Чи не погодилися б Ви прийняти від мене ці поеми, які Ви б дозволили мати молодим людям вашої нації? Молодь повинна спочатку навчитися любити індивідуальне, перш ніж вони стануть досить мудрі для загального. Я також сподіваюся, що і Вам ця книга сподобається і Ви зможете нею насолодитися. |

Вона хотіла, щоб її поеми поширювалися серед німецьких клінік контрацепції, але її лист було інтерпретовано всього лише як лист, що відображає симпатію до Гітлера. Однак, згідно з Роуз, коли Гітлер закрив клініки, всі симпатії у Стоупс зникли.

## Особисте життя
Стоупс мала стосунки, головним чином через листування, з японським ботаніком Кендзіро Фудзії, з яким зустрілася у 1904 році в університеті Мюнхена під час проведення свого дослідження на здобуття ступеня доктора філософії. У 1907 році, у період її перебування на посаді доцента в Манчестерському університеті, вона організувала для себе дослідження в Японії, що дало їй змогу бути з Кендзіро. Пізніше стосунки були припинені.
У 1911 році Стоупс пошлюбила канадського генетика Реджинальда Гейтса, залишивши дошлюбне прізвище; її робота набирала обертів, у той час як його поступово згасала. Його також турбувало те, що Стоупс стала учасницею руху за надання жінкам виборчих прав. Він не зміг затвердити за собою позицію глави сім'ї і був цим розчарований. Ще через рік Стоупс звернулася за юридичною консультацією про розлучення. Не знайшовши підтримки, вона почала самостійно вивчати законодавство у пошуках шляху припинення шлюбу. Шлюб розпався на тлі побутових негараздів і фінансових труднощів. Стоупс подала на розлучення 11 травня 1913 року на тій підставі, що шлюб не був консумований. У наступному році Гейтс залишив Англію і не заперечував проти розлучення.
У 1918 році Стоупс вступила в шлюб із Гемфрі Роу, фінансовим покровителем її найвідомішої роботи «Кохання у шлюбі». Їхній син, Гаррі Стоупс-Роу, народився в 1924 році. Стоупс недолюблювала супутницю Гаррі, Марію Воллес, дочку інженера Барнса Воллеса. Коли Гаррі оголосив у жовтні 1947 року про їх заручини, Стоупс сказала, що «намагатиметься саботувати цей союз». Вона намагалася отримати підтримку чоловіка проти цього шлюбу, стверджуючи, що внуки могли успадковувати короткозорість, наявну у Марії, але він її не підтримав. Пізніше, вірячи, «що він зрадив її допомогою цьому шлюбу», Стоупс видалила його зі списку спадкоємців.
У 1923 році Стоупс купила Старий Маяк на острові Портленд у Дорсеті, як притулок від важкої обстановки в Лондоні під час її процесу проти Сазерленда. Викопні рослини юрського періоду, наявні на острові, постійно її цікавили. Вона заснувала і розвивала Музей Портленда, який був відкритий у 1930 році.
Мері Стоупс померла 2 жовтня 1958 року у віці 77 років, від раку молочної залози в своєму будинку в селищі Доркінг. Її клініки перейшли інституту Гальтона; велика частина її майна відійшла Королівському товариству літератури. Її син Гаррі отримав екземпляр Великого Оксфордського Словника та інші незначні предмети.

## Деякі роботи
- Marie C. Stopes (1910). A Journal From Japan. London: Blackie & Son, Limited. OL 9026688W.
- Marie C. Stopes (1912). Botany; or, The modern study of plants. London and Edinburgh: T.C. & E.C. Jack. OL 9026684W.
- Marie C. Stopes (1913). Catalogue of the Mesozoic Plants in the British Museum (Natural History): The Cretaceous Flora: Part I - II. London: British Museum.
- Marie C. Stopes; Joji Sakurai (1913). Plays of Old Japan. London: William Heinemann.
- Marie C. Stopes; Joji Sakurai (1927). Plays of Old Japan: The 'No'. Eclipse Press. OL 9026704W.
- Marie C. Stopes (1914). The 'Fern ledges' Carboniferous flora of St. John, New Brunswick. Ottawa: Government of Canada, Government Printing Bureau.
- Marie C. Stopes (1914). Man, other poems, and a preface. London: William Heinemann. OL 9026691W.
- Marie C. Stopes (1917). Conquest; or, A piece of jade; a new play. London: French.
- Marie C. Stopes (1918). Married Love. London: Fifield and Co. ISBN 0-19-280432-4. OL 9026716W.
- Marie C. Stopes (1918). Wise Parenthood: A Treatise on Birth Control or Contraception. London: Rendell & Co. ISBN 0-659-90552-3. OL 9026714W.
- Marie C. Stopes (1918). On the Four Visible Ingredients in Banded Bituminous Coal: Studies in the Composition of Coal, No. 1. Ottawa: Government of Canada, Government Printing Bureau.
- Marie C. Stopes (1920). Radiant Motherhood. London: Putnam. OL 9026706W.
- Marie C. Stopes (1921). The Truth about Venereal Disease. London: Putnam.
- Marie C. Stopes (1923). Contraception (birth control) its theory, history and practice. London: J. Bale, Sons & Danielsson. OL 9026713W.
- Marie C. Stopes (1923). Our Ostriches. London: Putnam. OL 9026703W.
- Marie C. Stopes (1926). Sex and the Young. New York and London: Putnam. OL 53799W.
- Marie C. Stopes (1926). The Human Body. New York and London: Putnam. OL 9026707W.
- Marie C. Stopes (1926). A Banned Play and a Preface on the Censorship. London: J. Bale, Sons & Danielsson. OL 9026682W.
- Marie C. Stopes (1928). Enduring Passion. New York: Putnam.
- Marie C. Stopes (1935). Marriage in My Time. Rich & Cowan Ltd.
- Marie C. Stopes (1936). Change of Life in Men and Women. New York: Putnam. OL 9026710W.
- Marie C. Stopes (1939). Your Baby's First Year. London: Putnam.
- Marie C. Stopes (1940). Oriri. London: William Heinemann.
- Marie C. Stopes (1946). The Bathe, an Ecstasy. London: A. Moring. OL 412916W.